# ناصر بوريطة
ناصر بوريطة (مواليد 27 مايو 1969) هو سياسي ودبلوماسي مغربي، يشغل منصب  وزير الشؤون الخارجية والتعاون الإفريقي والمغاربة المقيمين بالخارج منذ 5 أبريل 2017. كان يشغل سابقًا منصب الوزير المنتدب لدى وزير الشؤون الخارجية والتعاون. وشغل قبل ذلك منصب الكاتب العام لوزارة الشؤون الخارجية والتعاون. برز بوريطة في الساحة الدبلوماسية المغربية من خلال قيادته لعدة ملفات استراتيجية مثل قضية الصحراء المغربية، والتوسط في الأزمة الخليجية في عام 2017.

## النشأة
وُلد ناصر بوريطة في 27 مايو 1969 في مدينة تاونات شمال المغرب. بعد حصوله على شهادة الباكالوريا، التحق ناصر بوريطة بجامعة محمد الخامس، حيث نال شهادة الإجازة في القانون العام سنة 1991. واصل دراسته بكلية العلوم القانونية والاقتصادية والاجتماعية التابعة لجامعة محمد الخامس أكدال بمدينة الرباط، حيث حصل سنة 1993 على شهادة الدراسات العليا في العلاقات الدولية، ثم نال سنة 1995 دبلوم الدراسات العليا في القانون الدولي العام من نفس الكلية.

## مسيرته المهنية

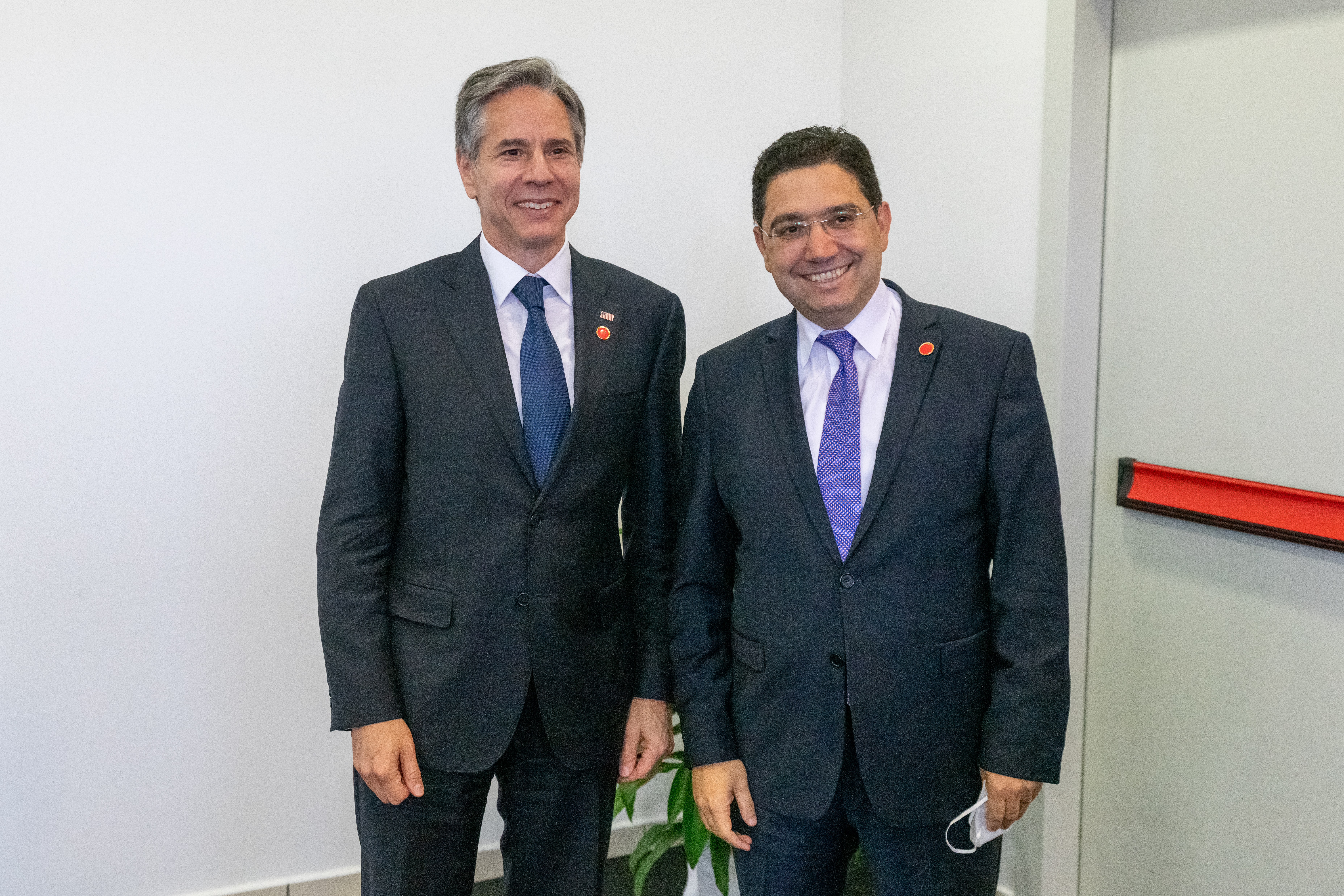
ناصر بوريطة يلتقي وزير الخارجية الأميركي أنتوني بلينكن في يونيو 2021 في روما.

ابتداءً من سنة 1992، بدأ ناصر بوريطة مسيرته في وزارة الشؤون الخارجية حيث التحق بمصلحة التعاون المتعدد الأطراف بالرباط، قبل أن يُعيَّن سنة 1995 كاتبًا أولاً بسفارة المغرب في فيينا.
وفي سنة 2000، تولّى منصب مستشار بالمديرية العامة للعلاقات متعددة الأطراف والتعاون الشامل داخل الوزارة، ثم رُقّي سنة 2002 إلى رئيس مصلحة الهيئات الرئيسية التابعة للأمم المتحدة، وفي السنة ذاتها، عُيِّن على رأس البعثة المغربية لدى الاتحاد الأوروبي في بروكسل.
مع نهاية سنة 2003، عاد إلى الرباط ليُعيَّن رئيسًا لقسم الأمم المتحدة بوزارة الشؤون الخارجية، ثم مديرًا لقسم الأمم المتحدة والمنظمات الدولية بعد ثلاث سنوات.
بين أكتوبر 2007 ويناير 2009، تولّى منصب رئيس ديوان وزارة الشؤون الخارجية والتعاون، ليُعيَّن بعدها، في مارس 2009، سفيرًا ومديرًا عامًا للعلاقات متعددة الأطراف والتعاون الشامل، وهو المنصب الذي ظل يشغله حتى أغسطس 2011. في تلك السنة، رُقّي إلى منصب الكاتب العام لوزارة الشؤون الخارجية والتعاون، ثم عُيّن وزيرًا منتدبًا لدى وزير الشؤون الخارجية والتعاون في فبراير 2016.
وفي 5 أبريل 2017، تم تعيينه وزيرًا للشؤون الخارجية والتعاون في حكومة سعد الدين العثماني، قبل أن يصبح في 9 أكتوبر 2019 وزيرًا للشؤون الخارجية والتعاون الإفريقي والمغاربة المقيمين بالخارج، وهو المنصب الذي يشغله إلى اليوم.
ويُعتبر ناصر بوريطة من أبرز الشخصيات الدبلوماسية في المملكة، إذ كان من أبرز مهندسي اتفاق التطبيع بين المغرب وإسرائيل، كما لعب دورًا محوريًا في تعزيز الاعتراف الدولي بمغربية الصحراء من خلال افتتاح عشرات القنصليات في مدينتي الداخلة والعيون.

## حياته الشخصية
ناصر بوريطة متزوج وأب لطفلتين. يتحدث عدة لغات، منها الفرنسية والإنجليزية والألمانية والإسبانية، مما يعكس تأهيله العالي في المجال الدبلوماسي.

## روابط خارجية
- وزارة الخارجية والتعاون الدولي
- مجلس الجالية المغربية بالخارج
- البوابة الوطنية